# Foios
Foios (spanisch: Foyos) ist eine Gemeinde in der spanischen Provinz Valencia. Sie befindet sich in der Comarca Horta Nord in der Agglomeration Valencia. 

## Geografie
Das Gemeindegebiet grenzt an die folgenden Gemeinden: Albalat dels Sorells, Alfara del Patriarca, Meliana, Moncada, Museros, Valencia und Vinalesa, die alle in der Provinz Valencia liegen. 

## Geschichte
In der Ebene von Foios sind die Überreste einer römischen Villa aus der Hochkaiserzeit bekannt. Der heutige Kern stammt jedoch von einer arabischen Siedlung, welche bereits 1235 erwähnt und 1237 von Jakob I. erobert wurde.

## Demografie
| 1842 | 1900 | 1930 | 1950 | 1970 | 1981 | 1991 | 2001 | 2011 |
| ---- | ---- | ---- | ---- | ---- | ---- | ---- | ---- | ---- |
| 1047 | 1626 | 2690 | 3348 | 4389 | 5326 | 5320 | 5540 | 7020 |

## Persönlichkeiten
- Ferran Torres (* 2000), Fußballspieler